# Tephrina disspersaria
Tephrina disspersaria är en fjärilsart som beskrevs av Jacob Hübner 1823. Tephrina disspersaria ingår i släktet Tephrina och familjen mätare. Inga underarter finns listade i Catalogue of Life.